# Antestor
Antestor är ett kristet black metal-band, så kallat unblack metal-band från Norge, eller extrem metal som de själva kallar sin musik.

## Medlemmar
Nuvarande medlemmar
- Lars Stokstad (Vemod) – gitarr, sång (1993– ), keyboard (1993–2000, 2013–)
- Stig Rolfsen (Erkebisp) – gitarr (1995–1997, 2015– )
- Ronny Hansen (Vrede) – sång (2000– )
- Jo Henning Børven – trummor, programmering (2010– )
- Robert Bordevik – gitarr (2010–2011), gitarr, bakgrundssång (2012–2015), basgitarr (2018– )
- Erik Normann Aanonsen – basgitarr, akustiska instrumenter (2011– )

Tidigare medlemmar
- Vegard Undal (Gard) – basgitarr (1993–2005)
- Svein Sander (Armoth) – trummor (1993–2000)
- Erling Jørgensen (Pilgrim) – gitarr (1993–1995)
- Kjetil Molnes (Martyr) – sång (1993–2000)
- Ole Børud – gitarr (1996–1997)
- Morten Sigmund Magerøy (Sygmoon) – keyboard (2000–2007)
- Bjørn Leren – gitarr (2004–2005)
- Thor Georg Buer – gitarr (2011–2012), basgitarr (2010–2011), programmering (2010–2012)
- Robert Bordevik – gitarr (2010–2011, 2012–2015), bakgrundssång (2012–2015)
- Nicholas Main Henriksen – keyboard (2010–2013)

Turnerande medlemmar
- Fionnghuala – sång
- Pål Dæhlen (Savn) – trummor (2001–2003)
- Ravn Furfjord (Jokull) – basgitarr (2005–2006)
- Tony Kirkemo – trummor (2004–2006)
- Stig Rolfsen (Erkebisp) – gitarr (2004)
- Trond Bjørnstrand – basgitarr (2007)
- Gustav Elowson (Gurra) – trummor (2007)

Bidragande studiomusiker
- Jan Axel Blomberg (Hellhammer) – trummor på Det Tapte Liv och The Forsaken
- Tora – sång på Martyrium
- Ann-Mari Edvardsen – sång på The Forsaken

Medlemmar i Crush Evil
- Vegard Undal – basgitarr (?–1993)
- Svein Sander – trummor (?–1993)
- Lars Stokstad – gitarr (1990–1993)
- Erling Jørgensen – gitarr (1990–1993)
- Kjetil Molnes – sång (1990–1993)
- Tom W. Holm Paulsen (Paul W) – trummor (1990–?)
- Øyvind Haugland – basgitarr (1990–?)

## Diskografi
Demo
- The Defeat of Satan (under namnet "Crush Evil", 1991)
- Despair (kassett, 1993)
- Kongsblod (1997)

Studioalbum
- The Return of the Black Death (1998, Cacaphonous Records)
- Martyrium (inspelad 1994, utgiven 2000, Endtime Productions)
- The Forsaken (2005, Endtime Productions)
- Omen (2012, Bombworks Records)

EP
- Det Tapte Liv (2004, Endtime Productions)

Samlingsalbum
- The Defeat of Satan (2003, Momentum Scandinavia)

Övrigt
- Northern Lights (delad album: Extol / Schaliach / Antestor / Groms, 1996)